# Siphonophora pilosa
Siphonophora pilosa är en mångfotingart som först beskrevs av Loomis 1961.  Siphonophora pilosa ingår i släktet Siphonophora och familjen Siphonophoridae. Inga underarter finns listade i Catalogue of Life.